# Давид Алфаро Сикеирос
Давид Алфаро Сикеирос (шп. David Alfaro Siqueiros; Чивава, 29. децембар 1896 — Куернавака, 6. јануар 1974) је био мексички сликар и графичар. Нарочито је познат по својим монументалним муралима.

## Биографија
Сикеирос је започео уметничко школовање 1912/1913. на „Академији Сан Карлос“ у граду Мексику. У ово време у Мексику је трајао грађански рат, познат као Мексичка револуција. Од 1914. учествовао је у борбама на страни конституционалиста. Године 1918. послат је као војни аташе у Европу, где је у Паризу упознао сликара Дијега Риверу, са којим је делио интерес за сликарство мурала или зидних слика. Ова школа сликарства је комбиновала древне мексичке са европским традицијама.
По повратку у Мексико 1920-их, Сикеирос је постао сликар великих зидних сликарских композиција у државним институцијама, попут Дијега Ривере и Хосе Ороска. Прве композиције „Елементи“ и „Митови“ насликао је 1923. у Националној припремној школи (Escuela Nacional Preparatoria).
Сикеирос је целог живота био убеђени комуниста и револуционар (попут Ривере), Тако да су многа његова дела ангажовани прикази који глорификују Мексичку револуцију, рађени кроз призму личних сећања. 
Његов политички активизам није био без лишен странпутица; 1940. заклео се да ће ликвидирати Лава Троцког, политичког азиланта који је од 1937. живео у Мексику. Троцки је 1930-их био истакнути критичар диктаторског режима Јосифа Стаљина, док је Сикеирос у ово време био ватрени стаљинист. Сикеирос је био један од организатора неуспелог атентата на Троцког 24. маја 1940, и после тога је провео неко време у затвору. Троцки је преживео неколико покушаја атентата, али га је 21. августа 1940. убио Стаљинов агент Рамон Меркадер.
Сикеирос је касније био више година одсутан из земље. До краја живота радио је слике на зидовима државних институција у Мексику, попут Дворца Чапултепек (некадашње председничке палате) и Палате лепих уметности у граду Мексику.
Сикеирос је радио као професор у Лос Анђелесу од 1932. до 1933, а 1941. радио је мурале у Чилеу. Супруга му је била Анђелика Аренал, сестра Луиса Аренала.